# Mariano B. Berro
Mariano Balbino Berro y Bustamente  (Minas, Lavalleja, 8 de diciembre de 1833 - 26 de agosto de 1919) fue un botánico y dirigente político uruguayo.

## Biografía
Fue hijo de Bernardo Prudencio Berro, presidente de Uruguay entre 1860 y 1864. Tuvo actuación política en el Partido Nacional donde fue elegido diputado en 1876 y luego jefe político en Canelones.

## Obras
- Anales de la República Oriental del Uruguay 2v. (1895)
- La vegetación uruguaya (1899)
- Ciudad y campo (1900)
- Las gramíneas de Vera (1906)
- La agricultura colonial (1914)